# Королевское
Королевское — нефтяное месторождение находится в Атырауской области Казахстана, в 150 км к юго-востоку от г. Атырау и в 20 км к северо-востоку от нефтяного гиганта — месторождения Тенгиз.
Поисковое и разведочное бурение начато в 1982 г., ставшем годом открытия месторождения.
Продуктивные горизонты установлены в надсолевом и подсолевом комплексах. Нефтяная залежь надсолевого комплекса в верхнемеловых отложениях связана с солянокупольной структурой. Продуктивность подсолевого комплекса приурочена к палеозойской антиклинальной складке тектоно-седиментационного типа.

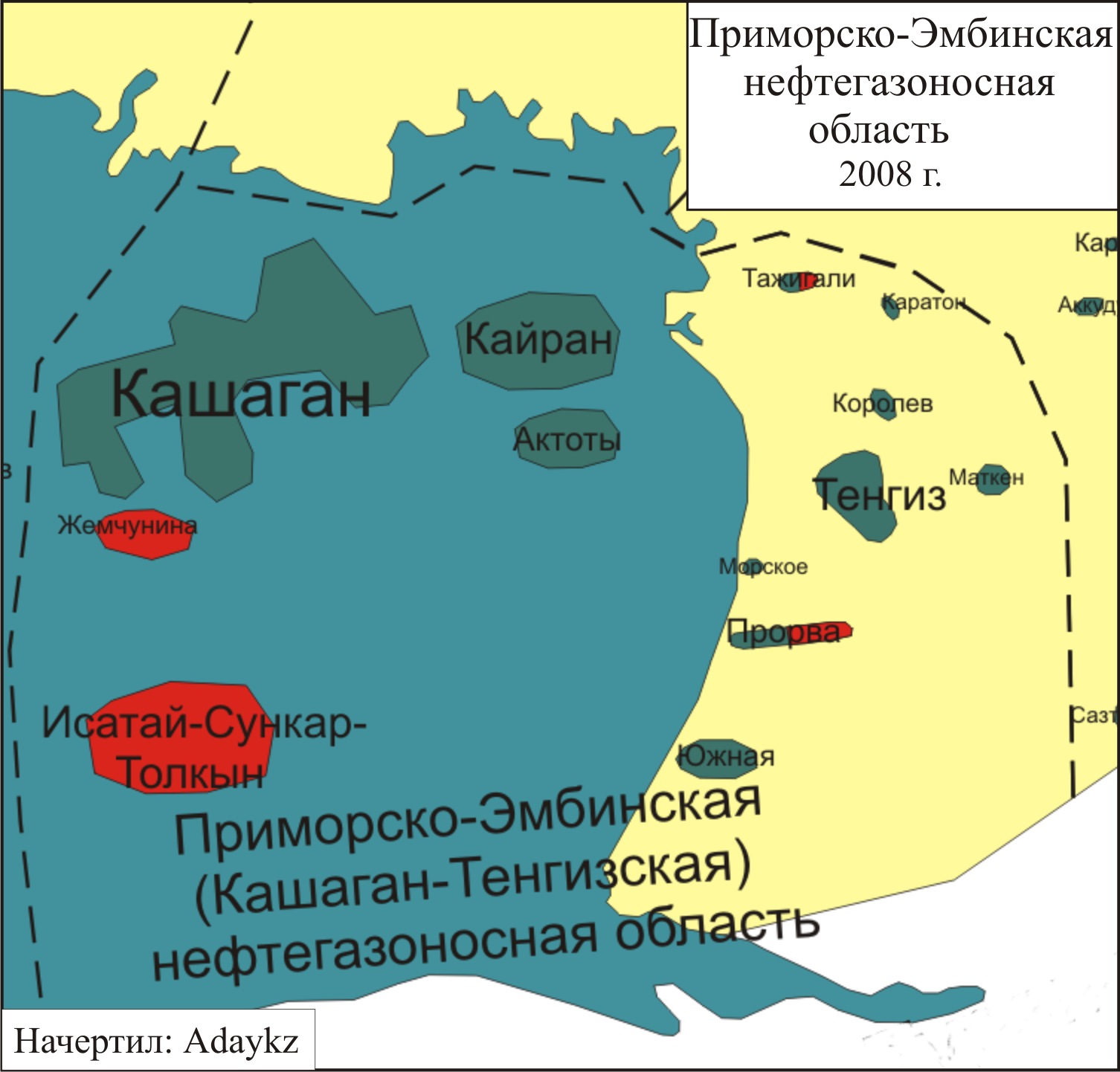

Палеозойская нефтяная залежь связана с артинскими породами нижней перми и карбонатными отложениями карбона. Залегает на глубине 3952 м. ВНК принят на отметке −4800 м. Залежь массивная. Продуктивная толща сложена известняками.
Нефть очень тяжёлая, плотность 965 кг/м³, сернистая (2 %), малопарафинистая (0,52 %), содержит 2,2 % асфальтенов.
Месторождение находится в разведке по подсолевым отложениям. Залежь надсолевого комплекса законсервирована.
Общие геологические запасы составляют 188 млн тонн нефти.

## Источник
- Справочник: Месторождения нефти и газа, Алматы — 2007.